# Karschia kononenkoi
Espèce
Karschia kononenkoi est une espèce de solifuges de la famille des Karschiidae.

## Distribution
Cette espèce est endémique d'Ouzbékistan.

## Description
Les femelles mesurent de 19,2 à 27,0 mm.

## Étymologie
Cette espèce est nommée en l'honneur d'A. P. Kononenko.

## Publication originale
- Gromov, 2004 : Four new species of the genus Karschia Walter, 1889 (Arachnida: Solifugae: Karschiidae) from Central Asia. Arthropoda Selecta Special Issue, no 1, p. 83-92 (texte intégral).